# Clair de femme
Clair de femme is een Frans-Italiaans-Duitse dramafilm uit 1979 onder regie van Costa-Gavras.

## Verhaal
Een man wiens vrouw op haar ziekbed zelfmoord heeft gepleegd, leert per toeval een vrouw kennen met een verongelukt kind. Gedurende een nachtelijke zwerftocht geven ze elkaar moed om verder te gaan. Ze groeien naar elkaar toe zonder dat er een diepere relatie ontstaat.

## Rolverdeling
| Acteur                | Personage          |
| --------------------- | ------------------ |
| Yves Montand          | Michel Follin      |
| Romy Schneider        | Lydia Tovalski     |
| Romolo Valli          | Galba              |
| Lila Kedrova          | Sonia Tovalski     |
| Heinz Bennent         | Georges            |
| Roberto Benigni       | Barman             |
| Dieter Schidor        | Sven Svensson      |
| Catherine Allégret    | Prostituee         |
| François Perrot       | Alain              |
| Daniel Mesguich       | Commissaris Curbec |
| Gabriel Jabbour       | Sacha              |
| Hans Verner           | Klaus              |
| Jean-Claude Bouillard | piloot             |
| Michel Robin          | de dokter          |